# Mosko (Trebinje)
Pour les articles homonymes, voir Mosko.

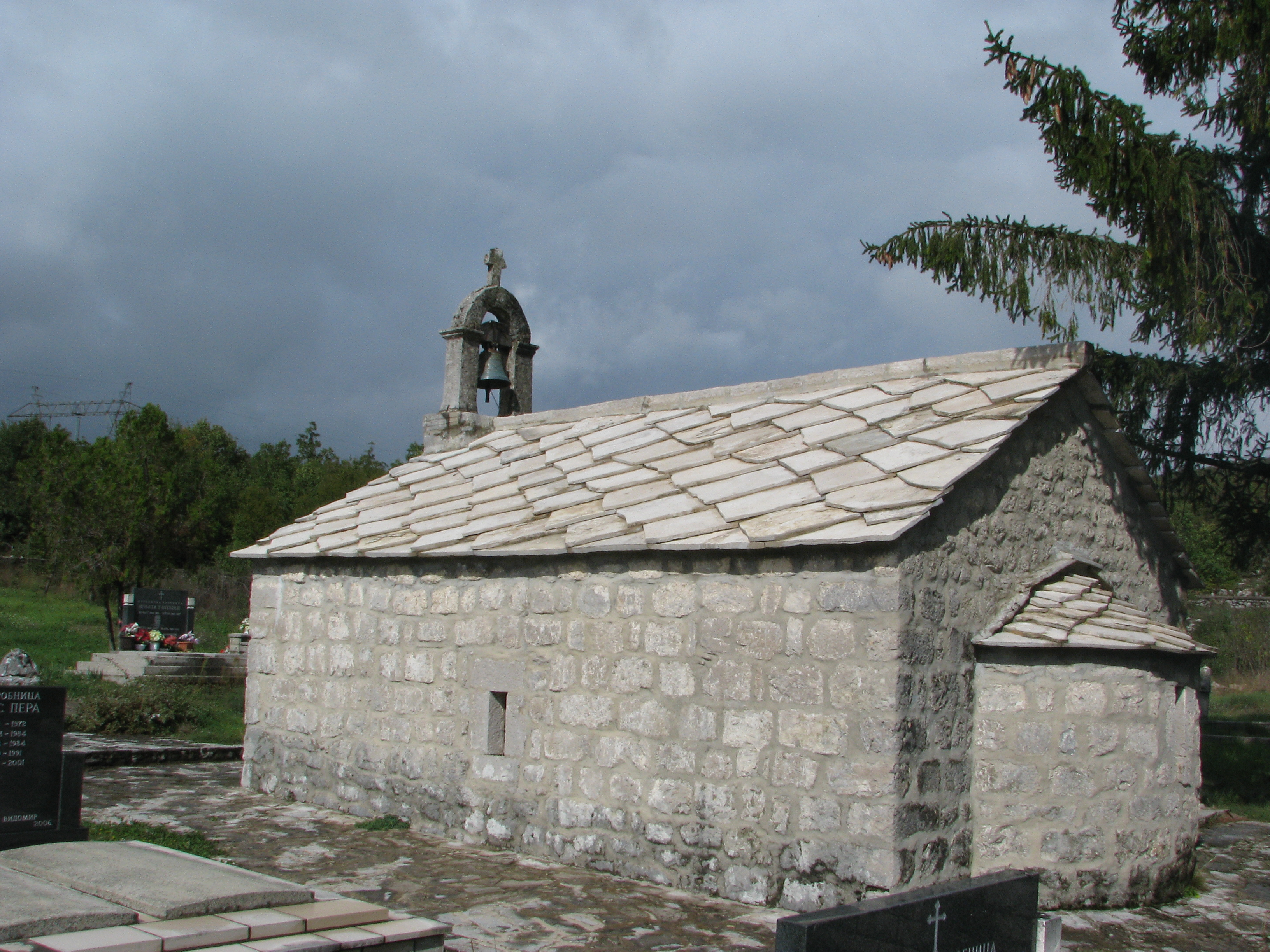

Mosko (en serbe cyrillique : Моско) est un village de Bosnie-Herzégovine. Il est situé sur le territoire de la ville de Trebinje et dans la république serbe de Bosnie. Selon les premiers résultats du recensement bosnien de 2013, il compte 66 habitants.

## Géographie
Le village est situé à l'ouest du lac de Bileća, un lac artificiel créé par la construction d'un barrage sur la Trebišnjica.
Il est entouré par les localités suivantes :
|            | Skrobotno Žudojevići (municipalité de Bileća) |                       |
| Borilovići | Mosko                                         | Dubočani Gornje Vrbno |
|            | Budoši Jasen                                  |                       |

## Histoire
Sur le territoire du village se trouvent des tumuli préhistoriques inscrits sur la liste des monuments nationaux de Bosnie-Herzégovine ; ils remontent à l'âge du bronze et à l'âge du fer.
L'église du Linceul-de-la-Mère-de-Dieu est inscrite sur la liste provisoire de ces monuments nationaux.

## Démographie

### Évolution historique de la population dans la localité
| 1948 | 1953 | 1961 | 1971 | 1981 | 1991 | 2013 |
| ---- | ---- | ---- | ---- | ---- | ---- | ---- |
| -    | -    | 182  | 133  | 113  | 94   | 66   |

|  |

### Répartition de la population par nationalités (1991)
En 1991, les 94 habitants du village étaient tous serbes.

### Communauté locale
En 1991, la communauté locale de Mosko comptait 332 habitants, répartis de la manière suivante :

## Tourisme
Le motel Konak offre des possibilités d'hébergement et de restauration.

## Personnalité
Gašo Mijanović (1927-2004), sénateur de la république serbe de Bosnie et académicien, est né dans le village.